# Подъёлышев, Андрей Леонидович
Андре́й Леони́дович Подъёлышев (род. 1 июля 1962) — советский и российский дипломат. Чрезвычайный и полномочный посол (2025).

## Биография
Окончил Московский государственный институт международных отношений (МГИМО) МИД СССР в 1984 году. Владеет корейским и английским языками. На дипломатической работе с 1984 года.
В 2001—2004 годах — консул-советник Генерального консульства России в Сан-Франциско (США).
В 2005—2015 годах — заместитель директора Консульского департамента МИД России.
В 2015—2019 годах — генеральный консул России в Стамбуле (Турция).
В 2019—2024 годах — заместитель директора Консульского департамента МИД России.
С 27 декабря 2024 года — чрезвычайный и полномочный посол Российской Федерации в Нигерии.

## Дипломатический ранг
- Чрезвычайный и полномочный посланник 2 класса (1 июня 2009)[2].
- Чрезвычайный и полномочный посланник 1 класса (1 октября 2019)[3].
- Чрезвычайный и полномочный посол (11 июня 2025)[4].

## Награды
- Медаль ордена «За заслуги перед Отечеством» II степени (25 августа 2008) — за большой вклад в дело увековечивания памяти погибших при защите Отечества и активную работу по сохранению монументов, памятников и воинских захоронений[5].

## Семья
Женат, имеет взрослого сына.